# Rapaza viridis
A Rapaza viridis az Euglenophyceae egysejtű ostoros tagja. A Rapaza nemzetség, a Rapazidae család és a Rapazida rend egyetlen tagja. Brit-Kolumbia területén egy dagálytócsában fedezték fel, 2012-ben írták le.
Az első ismert mixotróf kleptoplasztikus ostoros moszat. Mikroalgákat eszik fagocitózissal, majd kloroplasztiszaikat felhasználva fotoszintézist végez, megváltoztatva azok szerkezetét a folyamatban. A R. viridis csak az eredeti környezetében élő Tetraselmisszel táplálkozik, más zsákmányt nem ejt.
Egyedi táplálkozási módja és filogenetikai helyzete miatt a fagotrófok és az állandó kloroplasztiszú fototrófok közti átmenet. Az Euglenophyceae közös őse a R. viridishez hasonlíthatott, és hozzá hasonlóan zsákmányából vehette kloroplasztiszait, ezt támasztják alá különböző algákból horizontális géntranszferrel származó gének is. A R. viridis elválása után az Euglenophyceae többi tagja a Pyramimonasból állandó plasztiszokat szereztek.

## Etimológia
A Rapaza nemzetségnév a latin rapax, elkoboz, megfog igéből származik arra utalva, hogyan eszik. A viridis (zöld) fajnév a bekebelezett kloroplasztiszok és algasejtek színére utal. Együtt a név jelentése zöld fogó.

## Taxonómia
A Rapaza nemzetséget 2012-ben írták le Aika Yamaguchi, Naoji Yubuki és Brian S. Leander egy BMC Evolutionary Biologyban közölt tanulmányban. Egy 2010-ben izolált Euglenida-populációt írtak le ebben a brit-kolumbiai Pachena-öböl árterületén. Tenyésztés, növekedésvizsgálat és molekuláris filogenetikai vizsgálatok után kimutatták, hogy az Euglenophyceae tagjai, és Rapaza viridisként írták le. Az új faj működő kloroplasztisza mellett fagotróf volt, ezzel az első példa volt mixotróf Euglenida-tagokra.
A nemzetséget rugalmas mixotróf Euglenida-tagokkal rendelkezőnek írták le két eltérő ostorral, legalább 1 hárommembrános kloroplasztisszal, áthaladó tilakoidokkal rendelkező pirenoidokkal, robusztus szemfolttal, az ostor mellett kiemelkedéssel és mikrotubulusok által támasztott sejtszájjal. A fajt a sejtek és ostorok hosszával és szélességével, a paramilon jelenlétével, 16 pellikula-fehérjesorral, 4 sejtszájtámasztó mikrotubulussorral és Tetraselmis zsákmánnyal határozták meg.
2016-ban Thomas Cavalier-Smith a nemzetséget néhány nagyobb monotipikus taxonba (subclassis Rapazia, ordo Rapazida, familia Rapazidae) helyezte az Euglenophyceae osztályban, a többi Euglenophyceae-tagot az Euglenophycidae alosztályba téve. E 3 taxont fagotróf fotoszintetikus eukariovor Euglenida-tagokként határozta meg, melyek a vízben úsznak, nem a szubsztráton siklanak, és 4 mikrotubulussor támasztja sejtszájukat, nem 1, mint az Euglenophycidae esetén. Taxonómiáját a többi szerző nem vette figyelembe, ehelyett az egész Euglenida egészét osztálynak tekintette, és a Rapaziát nem használta. 2021-ben csak a Rapazidae és a Rapazida voltak elfogadott taxonok.

## Biológia

### Morfológia

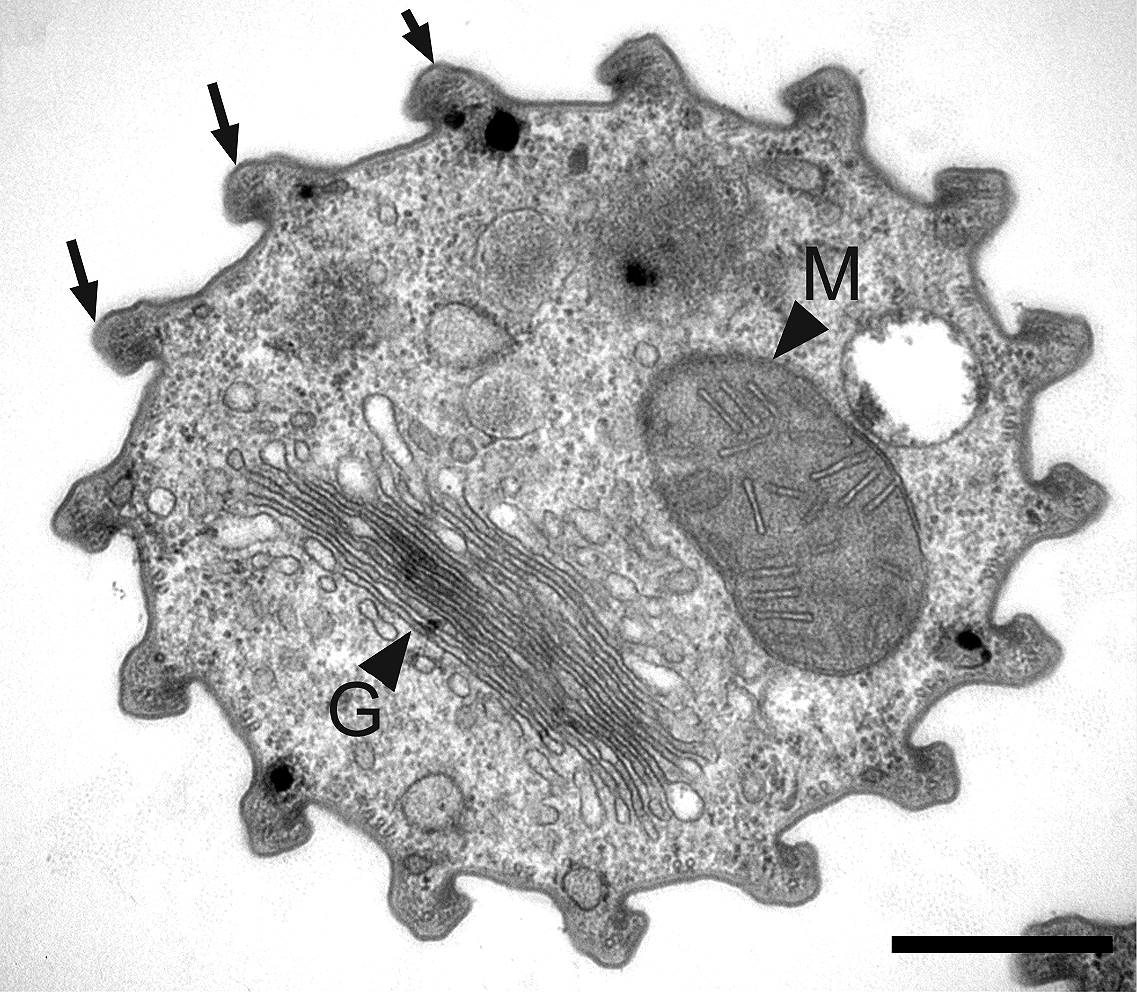
Transzverzális TEM-kép a R. viridisről. M: mitokondrium, G: Golgi-test, nyilak: 16 pellikulalemez. A vonal 1 μm

A Rapaza viridis egysejtű ostoros, mely két eltérú hosszú és mozgásmintájú ostort használ úszásra. Sejtjei vékonyak lekerekített hátulsó véggel, melynek hossza 10–38 μm, szélessége 3–15 μm. Mindkét ostor elülső nyílásból emelkedik ki, egyikük közel kétszer olyan hosszú, mint a másik, de vastagságuk azonos. A sejttesthez képest mintegy 1,25-szor akkora ostor mindig előre mutat, a sejttesthez képest 0,65-szor akkora rövidebb hátrafelé irányul, de néha előre mozdul evezőszerűen. Más Euglenida-tagokhoz hasonlóan a sejtek körül 16 fehérjecsíkból álló pellikula van helikálisan a sejtmembrán alatt, mitokondriális cristái lemezesek. A Spirocuta többi tagjához hasonlóan a R. viridis metabliára képes, mely a sejtmembrán aktív perisztaltikus deformációját teszi lehetővé. Sejtszája egy rúdból áll, melyet 4 mikrotubulussor vesz körül. Szemfoltja 1-től több mint 10-ig terjedő számú pigmentrészecskét tartalmaz. Sejtplazmája ellipszoid paramilon- és a fotoszintézis eredményeként poliszacharidszemcséket tartalmaz.

### Táplálkozás
A Rapaza viridis obligát mixotróf, mely fagocitózissal eszik algákat. A felfedezéskor vett mintában Tetraselmis-fajokat evett, és nagyobb és világosabb volt jelenlétükben, közel 12 óra alatt emésztette meg őket. Más algáknak (például Navicula, Pycnococcus, Dunaliella, Scrippsiella és nem helyi Tetraselmis-törzsek) is kitették, de a mixotróf nem ette őket, és a helyi Tetraselmis-törzs nélkül 35 napnál tovább nem élt. Ennek jelenléte esetén se élt tovább 1 hétnél fotoszintézishez szükséges fényforrás nélkül.
A helyi Tetraselmis-törzsnek kitéve a R. viridis gyorsan eszik: az algákat elülső részükkel befogják és elkapják spirálisan visszaúszva vagy gyorsan forogva. A Tetraselmis tékáját ismétlődő metabóliával levetheti, majd a csupasz sejtet bekebelezheti, vagy érintetlen tékával bekebelezheti a sejtet, ezután levetve a tékáját. E folyamat 5–40 percig tart, de egy R. viridisben több Tetraselmis is lehet.

### Kloroplasztiszok és kleptoplasztia
A R. viridis leírásakor 2 kloroplasztisztípusról számoltak be: az egyik a bekebelezett Tetraselmisé, a másik a fototróf Euglenida-tagok homológja. Előbbit 2 membrán veszi körül és szemfolttal és keményítővel körülvett pirenoidokkal rendelkezik átütő tilakoid nélkül, utóbbit 3 membrán veszi körül, 1–3 pirenoidja és hármas csoportokban jelenlévő átütő tilakoidjai vannak. Így kimutatták, hogy a R. viridisben „kanonikus”, az Euglenophyceae többi tagjához hasonló teljesen működőképes plasztiszok vannak, melyek a gazdasejttől függnek a túlélés és osztódás tekintetében és azzal együtt fejlődnek.
Azonban későbbi tanulmányok kimutatták, hogy a R. viridisben nincsenek kanonikus plasztiszok, ehelyett zsákmányuk plasztiszait kivonják és ideiglenesen fenntartják. Az algazsákmány bekebelezése után sejtmembránját emészti, plasztiszai elkülönülnek a többi sejtszervecskétől, melyeket a gazdasejt kivon. Ezután a kleptoplasztiszok kanonikus kinézetig módosulnak: kisebb töredékekre osztódnak, a zöldmoszat-pirenoid elvész, kisebb pirenoidok jönnek létre, a keményítőszemcsék eltűnnek, és 3 membrán veszi körül, ebből 2 az eredeti kloroplasztiszé, a harmadik az emésztő űröcskéé.
A R. viridis folyamatos kleptoplasztiszbevitelt igényel, ezt zsákmánya fagocitózisával szerzi. Új plasztisz nélkül 35 napnál tovább nem élnek. Éhezéskor a kleptoplasztiszok folyamatosan lebomlanak, és vakuólumok keletkeznek a sejtbeli anyagok újrahasznosításához.

## Előfordulás és élőhely
A Rapaza viridist Pachena-öbölbeli dagálytócsában találták, így tengeri fajnak számít. A Tara-expedíció és az óceáni mintavétel napja során sok környezeti DNS-szekvenciát találtak, melyek a Rapazához tartoznak vagy annak legközelebbi rokonai, különösen a Földközi-tengerben. E Rapaza-szerű operatív taxonómiai egységek (OTU) gyakoribbak voltak magas (20–30 °C) hőmérsékletű vizekben.

## Evolúció
Filogenetikai elemzések szerint a Rapaza viridis az Euglenophyceae többi tagjának testvércsoportja. E helyzet megfelel a teljesen fagotróf Peranemida és a fototróf Euglenophyceae-tagok közt, mivel a mixotrófia feltehetően az átmeneti állapot az endoszimbionta zsákmány és a fagotróf gazda állandó jelenléte közt. Ez összefügg más köztes jellemzőkkel is. Például ez az egyetlen eukariovor Euglenida-tag, mely nem csak siklik a szubsztráton, hanem úszik is a vízen, ez csak fototrófokban ismert. Ezenkívül az Euglenophyceae egyetlen tagja kizárólag a MAT metionin-adenoziltranszferáz-paralóggal, mely a heterotróf Euglenida-tagokban van, a többi tag a Rapazától különválva megszerezte a MATX-et is.
A Rapaza viridis a kleptoplasztia első esete az Euglenozoában, kloroplasztiszait a Tetraselmis zöldmoszatból szerzi. Transzkriptomikai és genomikai elemzések alapján vannak olyan génjei az ő és más Euglenophyceae-tagok sejtmagjában, melyeket számos alga kloroplasztiszából szerzett, beleértve a „vörösmoszat-eredetű algákat”, vagyis a vörösmoszatokat és az abból endoszimbiózissal plasztiszt szerzett fajokat, több ősi horizontálisgéntranszfer-esemény révén. Ezek alapján az Euglenophyceae utolsó közös őse feltehetően nem fototróf volt, hanem algivor fagotróf állandó plasztiszok nélkül, feltehetően kleptoplasztiával a Rapaza viridishez hasonlóan. Ez horizontálisan szerzett fehérjecélzó rendszert folyamatos együttlétből kleptoplasztia és predáció révén. Ez fontos lehetett az állandó plasztiszok jelenlétében a többi Euglenophyceae-tag esetén, és a Pyramimonasból származik. Továbbá a Tetraselmis-eredetű gének gyakoriak az Euglenophyceae többi tagjában, míg a Pyramimonas-eredetűek kevéssé jelentősek a Rapazában, vagyis a Pyramimonas-asszociáció a Rapaza divergenciája után jelent meg.
A kleptoplasztiszcélzott fehérjék mellett a Rapaza viridis magban kódolt nitrit-reduktázt is horizontális géntranszferrel szerzett ősi algazsákmányból. Ezek fontosak a fototróf élőlényekben, mivel lehetővé teszi a szervetlen nitrogén asszimilációját, melyre a heterotróf élőlények nem képesek. Ez az enzim, az RvNaRL, fontos az anyagcsere-indikációban szekunder endoszimbiózis korai lépéseiben az állandó fototrófiához.

## Fordítás
Ez a szócikk részben vagy egészben  a   Rapaza című angol Wikipédia-szócikk ezen változatának fordításán alapul.  Az eredeti cikk szerkesztőit annak laptörténete sorolja fel. Ez a jelzés csupán a megfogalmazás eredetét és a szerzői jogokat jelzi, nem szolgál a cikkben szereplő információk forrásmegjelöléseként.